# Charles Heyman
Pour les articles homonymes, voir Heyman.
David Charles Heyman (1881-1915) est un peintre aquarelliste et graveur aquafortiste français.

## Biographie

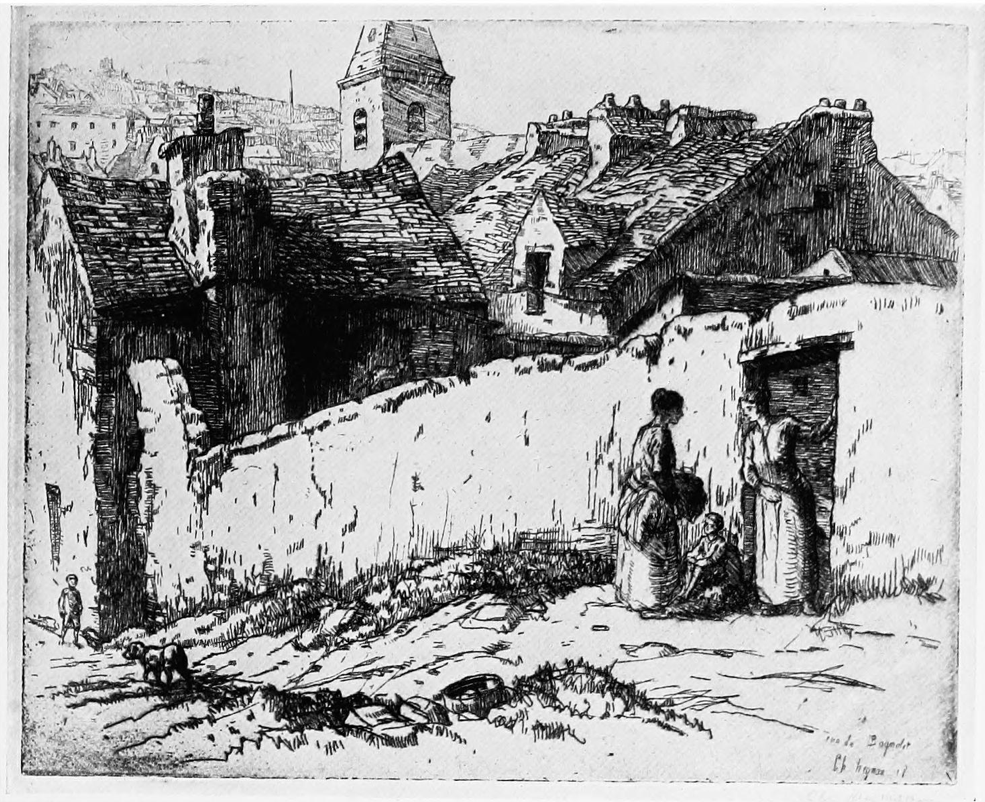
Un coin de Bagnolet (eau-forte, avant 1913).

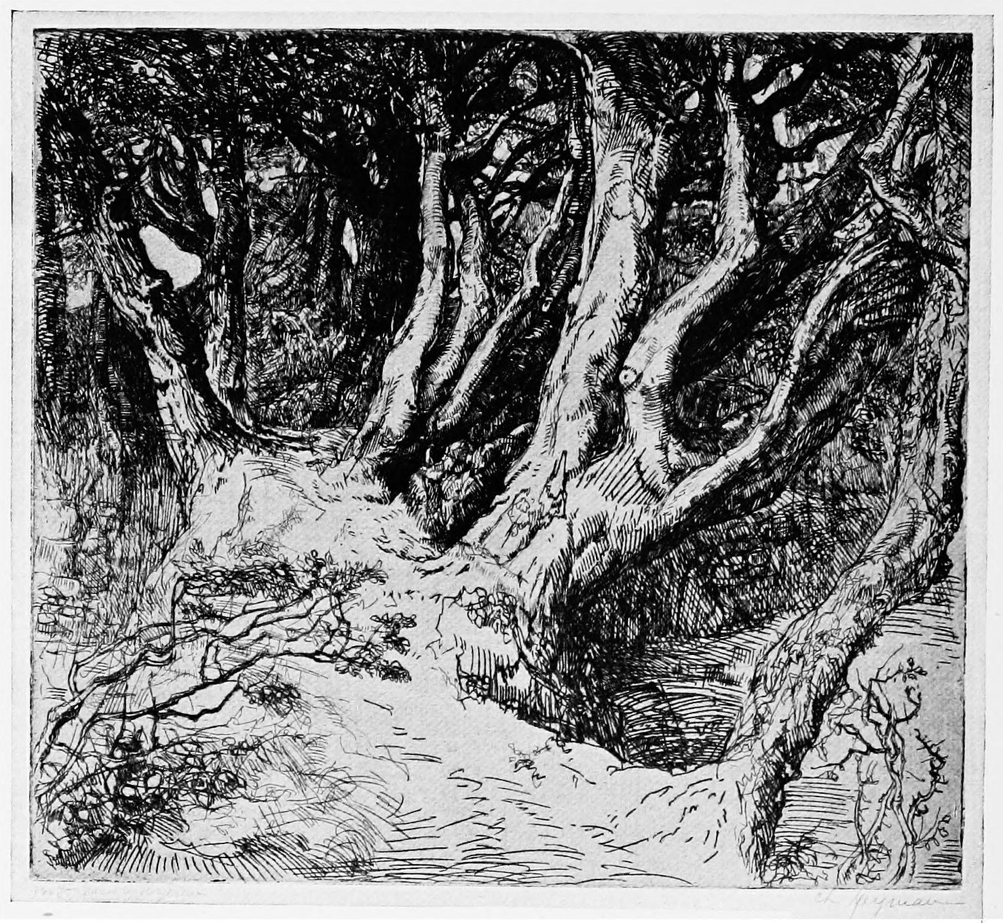
Dans le Hagdigue (eau-forte, avant 1913).

Né à Paris 18e le 9 août 1881, Charles Heyman est le petit-fils du peintre Jean-François Millet par sa mère.
En 1898, âgé de dix-sept ans, il découvre les gravures d'Alphonse Legros exposées à la galerie de Samuel Bing (Paris). Il rencontre ensuite Auguste Lepère, Henri Rivière, Gustave Leheutre (1861-1932), prend des cours auprès de ces deux derniers, puis le jeune-homme décide de se consacrer à l'art de la gravure, vouant une admiration pour Charles Meryon et ses représentations de rues de Paris. Il intègre ensuite l'atelier de Fernand Cormon où il demeure trois ans.
Il est l'auteur d'aquarelles et de plus de 170 pièces gravées originales, somme remarquable étant donné la brièveté de sa carrière : vues de Paris et de sa banlieue, marines et paysages normands et bretons, usines, trains et voies ferrées sont ses principaux sujets.
Le critique Noël Clément-Janin le remarque et lui demande d'illustrer en 1911 l'album Coups d'œil sur Paris publié chez le galeriste-éditeur Charles Hessèle, rue Lafitte, comportant 84 eaux-fortes, plus 63 de ses dessins gravés sur bois par Pierre-Eugène Vibert. En juillet 1913, Clément-Janin salue l'œuvre de Heyman dans La Revue de l'art ancien et moderne.
Une autre de ses galeristes est Edmond Sagot (Paris) qui lui conseille d'explorer de nouveaux sujets (gares, wagons, hangars...).
Mobilisé en août 1914, il meurt le 15 mai 1915 sur le front lors de la prise d'Ablain-Saint-Nazaire (Pas-de-Calais).

## Conservation
Le Cabinet des estampes de la BnF conserve neuf eaux-fortes :
- Quatre cartons d'invitation (Charles Hessèle, s.d.)
- Un talus à Frépillon (1907)
- Une cour près Saint-Julien-le-Pauvre (1908)
- Train de marchandises (1912)
- Un marchand rue Saint-Médard (1912)
- Station de la Plaine (1913, deux états)